# Championnat d'Allemagne de rugby à XV 2019-2020
Navigation
1. Bundesliga 2018-2019 1. Bundesliga 2021-2022
Le championnat d'Allemagne de rugby à XV 2019-2020 ou 1. Bundesliga 2019-2020 est une compétition de rugby à XV qui oppose les 16 meilleurs clubs allemands. La compétition commence le 7 septembre 2019. Il est interrompu par la pandémie de Covid-19 et sera définitivement arrêté.
La 1re phase de la compétition devait se dérouler du 7 septembre 2019 au 9 mai 2020 sous la forme d'un championnat avec 2 poules composées de 8 équipes, suivie de demi-finales et d'une finale. Le dernier match sera finalement joué le 22 février 2020.

## Équipes participantes
Les seize équipes sont réparties de la manière suivante :
| 1. Bundesliga Nord/Est - SG Odin/VfR Döhren (en) - Berlin RC - SC Germania List - RK 03 Berlin - RC Berlin Grizzlies (en) - Hamburger RC - RC Leipzig - DSV 78 Hanovre | 1. Bundesliga Sud/Ouest - SC Neuenheim - RG Heidelberg - TSV Handschuhsheim - Heidelberger RK - RK Heusenstamm - SC 1880 Frankfurt - SG TV/CFR Pforzheim - RC Luxembourg |

## 1. Bundesliga Nord/Est
| Berlin : · RK 03 Berlin · Berlin RC · Grizzlies (en) · Hanovre : · VfR Döhren (en) · DSV 78 Hanovre · Berlin Leipzig Hanovre SC Germania List Hambourg |

| Équipe                   | Stade               | Capacité | Ville               |
| ------------------------ | ------------------- | -------- | ------------------- |
| DSV 78 Hanovre           | Erika-Fisch-Stadion |          | Hanovre             |
| SG Odin/VfR Döhren (en)  | -                   |          | Hanovre             |
| SC Germania List         | Sportgaststätte     |          | Hanovre             |
| Hamburger RC             | Stadtpark           |          | Hambourg            |
| RK 03 Berlin             | Stadion Buschallee  |          | Berlin              |
| Berlin RC                | -                   |          | Berlin              |
| RC Berlin Grizzlies (en) | -                   |          | Berlin-Siemensstadt |
| RC Leipzig               | -                   |          | Lützschena-Stahmeln |

### Classement
| Rang | Club                | J | V | N | D | Pm  | Pe  | Diff | Pts |
| ---- | ------------------- | - | - | - | - | --- | --- | ---- | --- |
| 1    | DSV 78 Hanovre      | 8 | 8 | 0 | 0 | 308 | 102 | +206 | 37  |
| 2    | RC Leipzig          | 8 | 5 | 1 | 2 | 248 | 173 | +75  | 28  |
| 3    | RK 03 Berlin        | 8 | 5 | 0 | 3 | 243 | 178 | +65  | 26  |
| 4    | Berlin RC           | 8 | 4 | 0 | 4 | 284 | 183 | +101 | 25  |
| 5    | SC Germania List    | 8 | 4 | 1 | 3 | 185 | 166 | +19  | 20  |
| 6    | RC Berlin Grizzlies | 8 | 3 | 0 | 5 | 169 | 221 | -52  | 15  |
| 7    | Hamburger RC        | 8 | 3 | 0 | 5 | 167 | 271 | -104 | 12  |
| 8    | SG Odin/VfR Döhren  | 8 | 0 | 0 | 8 | 140 | 450 | -310 | 5   |

Attribution des points : victoire sur tapis vert : 5, victoire : 4, match nul : 2, défaite : 0, forfait : -2 ; plus les bonus (offensif : 4 essais marqués ; défensif : défaite par 7 points d'écart ou moins).

### Résultats détaillés
L'équipe qui reçoit est indiquée dans la colonne de gauche.		
| Clubs               | BRC   | BGR   | RKB   | DOH   | GLI   | HAM   | HAN   | LEI   |
| ------------------- | ----- | ----- | ----- | ----- | ----- | ----- | ----- | ----- |
| Berlin RC           |       | 34-13 | 17-20 |       | 51-0  | 48-13 | 32-38 |       |
| RC Berlin Grizzlies |       |       | 8-33  | 26-22 |       | 28-26 | 21-29 | 14-22 |
| RK 03 Berlin        |       |       |       | 77-19 |       | 25-15 |       | 29-28 |
| SG Odin/VfR Döhren  | 25-68 | 22-52 |       |       | 0-57  |       | 0-87  |       |
| SC Germania List    | 24-22 | 33-7  | 26-20 |       |       |       |       |       |
| Hamburger RC        |       |       |       | 38-33 | 27-13 |       | 3-39  | 32-35 |
| DSV 78 Hanovre      |       |       | 20-8  |       | 24-17 | 50-13 |       |       |
| RC Leipzig          | 50-12 |       | 45-31 | 45-19 | 15-15 |       | 8-21  |       |

|  | Victoire à domicile |  | Match nul |  | Défaite à domicile |

## 1. Bundesliga Sud/Ouest
| Heidelberg : · Heidelberger RK · RG Heidelberg · SC Neuenheim · Heidelberg Pforzheim Handschuhsheim Francfort Heusenstamm Luxembourg |

| Équipe              | Stade                                    | Capacité | Ville              |
| ------------------- | ---------------------------------------- | -------- | ------------------ |
| Heidelberger RK     | HRK                                      | 1 500    | Heidelberg         |
| SG TV/CFR Pforzheim | Bohrain Sportplatz ou Mäurach Sportplatz |          | Pforzheim          |
| SC Neuenheim        | Museumsplatz an der Tiergartenstraße     | 3 000    | Neuenheim          |
| TSV Handschuhsheim  | -                                        |          | Handschuhsheim     |
| RG Heidelberg       | Fritz-Grunebaum-Sportpark                | 3 500    | Heidelberg         |
| SC 1880 Frankfurt   | Sportanlage Feldgerichtstraße            |          | Francfort          |
| RK Heusenstamm      | Sportzentrum Martinsee                   | 10 000   | Heusenstamm        |
| RC Luxembourg       | Stade Boy Konen                          |          | Luxembourg (ville) |

### Classement
| Rang | Club                     | J | V | N | D | Pm  | Pe  | Diff | Pts |
| ---- | ------------------------ | - | - | - | - | --- | --- | ---- | --- |
| 1    | SC 1880 Frankfurt        | 9 | 8 | 0 | 1 | 442 | 116 | +326 | 39  |
| 2    | TSV Handschuhsheim       | 8 | 7 | 0 | 1 | 308 | 106 | +202 | 33  |
| 3    | RG Heidelberg            | 8 | 6 | 0 | 2 | 201 | 128 | +73  | 28  |
| 4    | SC Neuenheim             | 8 | 5 | 0 | 3 | 213 | 167 | +46  | 21  |
| 5    | Heidelberger RK          | 8 | 4 | 0 | 4 | 197 | 199 | -2   | 21  |
| 6    | TV Pforzheim             | 8 | 2 | 1 | 5 | 191 | 241 | -50  | 14  |
| 7    | Rugby Club de Luxembourg | 9 | 1 | 0 | 8 | 104 | 487 | -383 | 4   |
| 8    | RK Heusenstamm           | 8 | 0 | 1 | 7 | 139 | 351 | -212 | 4   |

Attribution des points : victoire sur tapis vert : 5, victoire : 4, match nul : 2, défaite : 0, forfait : -2 ; plus les bonus (offensif : 4 essais marqués ; défensif : défaite par 7 points d'écart ou moins).

### Résultats détaillés
L'équipe qui reçoit est indiquée dans la colonne de gauche.		
| Clubs               | FRA   | HAN   | RGH   | HRK   | HEU   | LUX   | NEU   | PFO   |
| ------------------- | ----- | ----- | ----- | ----- | ----- | ----- | ----- | ----- |
| SC 1880 Frankfurt   |       |       |       | 33-13 | 62-7  | 123-0 | 45-5  |       |
| TSV Handschuhsheim  | 31-23 |       |       | 38-12 | 49-10 |       | 23-19 | 57-3  |
| RG Heidelberg       | 6-16  | 23-16 |       | 3-32  | 33-21 | 43-15 |       |       |
| Heidelberger RK     |       |       | 7-36  |       |       | 35-25 | 21-25 |       |
| RK Heusenstamm      |       | 16-37 |       | 17-48 |       | 31-36 |       | 31-31 |
| RC Luxembourg       | 12-64 | 0-66  |       |       |       |       |       | 0-50  |
| SC Neuenheim        | 25-38 |       | 11-22 |       | 55-6  | 38-0  |       |       |
| SG TV/CFR Pforzheim | 17-38 |       | 19-35 | 22-29 |       | 37-16 | 12-35 |       |

|  | Victoire à domicile |  | Match nul |  | Défaite à domicile |